# Constant d'acoblament gravitacional
La constant d'acoblament gravitacional és una constant física fonamental i una constant d'acoblament que caracteritza la intensitat de la gravitació entre partícules elementals típiques. Atès que és una quantitat sense dimensions, el seu valor numèric no varia amb l'elecció de les unitats de mesura.
L'expressió que la defineix i el seu valor actualment conegut és:
{\displaystyle \alpha _{G}={\frac {Gm_{e}^{2}}{\hbar c}}\approx 1.752\times 10^{-45}}
on:
- G és la Constant de gravitació universal;
- me és la massa de l'electró;
- c és la velocitat de la llum en el buit;
- {\displaystyle \hbar } és la constant de Dirac o constant de Planck reduïda.